# Кина Къдрева
Кина Христова Къдрева е българска детска писателка, авторка на проза и поезия, редакторка на детското предаване „Лека нощ, деца!“. Приказките ѝ са включени в учебниците за началния курс на българското училище, а творчеството ѝ се изучава в педагогическите специалности на висшите учебни заведения.

## Биография
Кина Къдрева е родена в Бургас, в семейство с богати духовни традиции. Израства със стиховете на Петко Славейков и Иван Вазов, Чичо Стоян и Дора Габе. Учи първо в „Св. Княз Борис I“, а после в девическата гимназия „Константин Фотинов“. Написва първото си стихотворение в трети клас, на 9-годишна възраст. Още в детските си години се среща с бъдещия композитор Тончо Русев и бъдещия поет Христо Фотев. 
След като завършва българска филология в Софийския университет, Къдрева започва да пише детски приказки. Първите ѝ две книги – „Милкиното дръвче“ и „Синята камбанка“ – са подписани за печат от Емилиян Станев, а като редактор на третата ѝ книга „Зайчето и момчето“ поетесата Леда Милева е толкова впечатлена, че след като поема директорския пост в Българската национална телевизия, кани Къдрева за редактор на предаването „Лека нощ, деца!“. За него тя създава сценарии за детски телевизионни пиеси, приказки за „лека нощ“, разкази и весели стихчета за най-малките. По нейна идея е създаден цикъл от творчески портрети на български автори за деца, както и цикъл от нейни приказки, разказвани от Невена Коканова.
За творчеството си, в което приказката заема основно място, Кина Къдрева казва: „Моята приказка по начало е съвременна и няма нищо общо с фолклорната приказка. […] Всяко нещо може да бъде тема за приказка, сюжетите са навсякъде – просто протягам ръка и ги хващам. Да пишеш приказки е голямо щастие, защото чрез тях караш детето да вижда приказката в живота, в реалността, в която живее. Самият живот е приказка, то самото е част от една приказка. Когато осъзнае това, животът му започва да тече по друг начин.“
За книгата си „Приказка за палавото скакалче“, през 1994 година Кина Къдрева е включена към Почетния списък на Международния съвет за детска книга към ЮНЕСКО (Honour List of the International Board on Books for Young People). На 10 май 2011 получава наградата „Константин Константинов“ на Община Сливен в категория „Цялостен принос“.
Освен множество детски книги, Кина Къдрева е авторка и на няколко книги за възрастни, както и на теоретични изследвания на литературния творчески процес, на приказния жанр и на развитието на фантазията като момент в изграждането на творческата личност.

## Филмография (сценарист)
- Дядо, вълчо, лисана, Шаро и котана (1978)